# 志染村
志染村（しじみむら）は、兵庫県美嚢郡にあった村である。

## 概要
美嚢郡の東側に位置し、東には丹沢山系のシブレ山が位置しており、村内には西から東にかけて志染川が流れている。また、志染川には御坂サイフォン橋・淡河川疏水がある。また農村地帯であり、自然豊富な村である。

## 沿革
- 1889年（明治22年）4月1日 - 町村制施行により、美嚢郡吉田村・細目村・安福田村・窟屋村・志染中村・井上村・御坂村・三津田村・戸田村・広野新開の区域をもって、志染村が発足。
- 1954年（昭和29年）7月1日 - 合併により、三木市に編入される。現在は三木市志染町になっている。

## 寺社・寺院
- 伽耶院
- 御坂神社
- 勝龍寺

## 観光
- 窟屋の金水
- 千体地蔵
- 御坂サイフォン橋
- 廣野ゴルフ俱楽部

## 河川・水路
- 志染川
- 淡河川疏水

## 教育
- 志染村立志染中学校（現三木市立志染中学校）
- 志染村立志染小学校（現三木市立志染小学校）
- 志染村立志染小学校吉田分校（1963年廃校）

## 鉄道
- 神戸電鉄粟生線広野野球場前駅（現緑が丘駅） - 広野ゴルフ場前駅 - 志染駅